# Georges Lecomte
Georges Lecomte (* 9. Juli 1867 in Mâcon; † 27. August 1958 in Paris) war ein französischer Schriftsteller und Mitglied der Académie française.

## Leben
Georges Lecomte wuchs in Mâcon als Sohn eines Postvorstehers auf und besuchte das dortige Lycée Lamartine. Er ging 1885 zuerst nach Dijon, dann nach Paris, studierte als Werkstudent (Postangestellter) Rechtswissenschaft und erwarb 1888 die Licence. Dann schwenkte er zum Journalismus und zum freien Schriftstellertum über.
Nach 2 Dramen (1891 und 1893) veröffentlichte er von 1898 bis 1908 im Verlag Fasquelle 7 Romane. 1908 wurde er zum Vorsitzenden der Autorenvereinigung Société des Gens de Lettres (SGDL) gewählt und widmete diesem (mit zwei Unterbrechungen) die Jahre 1908 bis 1926. Von 1921 bis 1951 ließ er eine weitere Serie von 9 Romanen folgen.
Ein zweiter Bereich seines Wirkens war von Anfang an die Kunstkritik, da er durch die Bekanntschaft mit Félix Fénéon und Paul Durand-Ruel Zugang zu den Impressionisten und zu Rodin bekam. Mit Paul Signac fuhr er nach Saint-Tropez. Von Renoir wurde er (auf Vorschlag von Edmond de Goncourt) porträtiert. Bei Goncourt traf er auch Alphonse Daudet und Gustave Geffroy. Über mehrere Künstler schrieb er Monographien. Von 1913 bis 1934 leitete er die französische Hochschule für Grafik und Buchkunst (École supérieure des arts et industries graphiques, ESAIG, auch: École Estienne).
Von 1918 bis 1937 tat er sich ferner mit historischen und biographischen Essays hervor. Politisch stellte er sich als republikanischer Patriot dar. In der Dreyfus-Affäre gehörte er zu den Intellektuellen um Émile Zola. 1924 wurde er auf den Sitz Nr. 17 der Académie française gewählt. Von 1946 bis zu seinem Tod war er deren Ständiger Sekretär (Secrétaire perpétuel).
Er starb 1958 im Alter von 91 Jahren und wurde in Mâcon beigesetzt. Dort trägt auch eine Straße seinen Namen.

## Werke

### Theater
- La Meule. Paris 1891.  Les mirages. Paris 1893.

### Romane
- Les valets. Roman. Fasquelle, Paris 1898.
- Suzeraine. Roman. Fasquelle, Paris 1899.
- La maison en fleurs. Roman. Fasquelle, Paris 1900.
- Les cartons verts. Roman. Fasquelle, Paris 1901.
- Le veau d’or. Roman. Fasquelle, Paris 1903.
- Les hannetons de Paris. Roman. Fasquelle, Paris 1905.
- L’espoir. Roman. Fasquelle, Paris 1908.
- Bouffonneries dans la tempête. Roman. Fasquelle, Paris 1921.
- La lumière retrouvée. Roman. Fasquelle, Paris 1923.
- Le mort saisit le vif. Roman. Fasquelle, Paris 1925.
- Le Jeune maître. In: Les oeuvres libres 94. Recueil littéraire mensuel ne publiant que de l'inédit. Fayard, Paris 1929.
- Les forces d’amour. Roman. Flammarion, Paris 1931.
- Je n’ai menti qu’à moi-même. Roman. Flammarion, Paris 1932.
- La rançon. Roman. Aubanel, Avignon 1941.
- Servitude amoureuse. Roman. Albin Michel, Paris 1949.
- Le goinfre vaniteux. Roman comique et satirique. Albin Michel, Paris 1951.

### Kunst
- L’art impressionniste d’après la collection privée Durand-Ruel. Paris 1892.
- Camille Pissarro. Bernheim Jeune, Paris 1922.
- Albert Besnard. Nilsson, Paris 1925.
- Guillaumin. Bernheim Jeune, Paris 1926. Armand Guillaumin
- Louis Charlot. Galeries Georges Petit, Paris 1926. (Maler)
- Raffaëlli. Rieder, Paris 1927. Jean-François Raffaëlli
- La vie héroïque et glorieuse de Carpeaux. Plon, Paris 1928.

### Geschichte. Biographien
- Clemenceau. Fasquelle, Paris 1918.
- Au chant de "la Marseillaise". Danton et Robespierre. L'Ouragan "de la Marseillaise". Marceau et Kléber. Eugène Fasquelle, Paris 1919.
- Lamartine. Abbeville 1927.
- La vie amoureuse de Danton. Flammarion, Paris 1927.
- Les prouesses du bailli de Suffren. Renaissance du livre, Paris 1929.
- Thiers. Dunod, Paris 1933.
- Gloire de l’Île-de-France. Renaissance du livre, Paris 1934.
- Napoléon III, sa maladie, son destin. Lyon 1937.

### Weitere Werke
- Espagne. Bibliothèque Charpentier, Paris 1896.
- Les Allemands chez eux. Albin Michel, Paris 1910.
- Les Lettres au service de la patrie. Fasquelle, Paris 1917.
- Pour celles qui pleurent, pour ceux qui souffrent. Fasquelle, Paris 1917.
- (mit Mauricette Lecomte) Dictionnaire des épithètes françaises et des attributs. Éd. françaises CD-romans, Paris 1999.